# Adonisea argentifascia
Adonisea argentifascia là một loài bướm đêm trong họ Noctuidae.